# AGOVV in het seizoen 1958/59
Het seizoen 1958/1959 was het vijfde jaar in het bestaan van de Apeldoornse betaaldvoetbalclub AGOVV. De club kwam uit in de Eerste divisie A en eindigde daarin op de derde plaats. Tevens deed de club mee aan het toernooi om de KNVB beker, hierin werd in de voorronde verloren van N.E.C. (0–2).

## Wedstrijdstatistieken

### Eerste divisie A
|       | Alkmaar '54 | BVV   | D.F.C. | Eindhoven | Fortuna | De Graafschap | Haarlem | Helmond | Leeuwarden | Limburgia | SVV   | Volendam | VSV   | Wageningen | ZFC   |
| ----- | ----------- | ----- | ------ | --------- | ------- | ------------- | ------- | ------- | ---------- | --------- | ----- | -------- | ----- | ---------- | ----- |
| Thuis | 1 – 0       | 5 – 1 | 3 – 1  | 2 – 1     | 4 – 1   | 0 – 2         | 5 – 3   | 2 – 0   | 3 – 1      | 0 – 2     | 0 – 2 | 0 – 3    | 0 – 0 | 2 – 2      | 2 – 2 |
| Uit   | 0 – 0       | 6 – 2 | 5 – 3  | 2 – 4     | 3 – 1   | 0 – 1         | 0 – 2   | 2 – 0   | 3 – 1      | 1 – 3     | 0 – 2 | 1 – 0    | 0 – 1 | 1 – 4      | 3 – 4 |

### KNVB beker
| Voorronde                                         | N.E.C.                | 2 – 0 (1 – 0) | AGOVV |
| 28 september 1958 Plaats: Nijmegen Goffertstadion | Toon Mijling 20', 88' |               |       |

## Statistieken AGOVV 1958/1959

### Eindstand AGOVV in de Nederlandse Eerste divisie A 1958 / 1959
| Stand | Gespeeld | Gewonnen | Gelijk | Verloren | Punten | Doelpunten voor | Doelpunten tegen |
| ----- | -------- | -------- | ------ | -------- | ------ | --------------- | ---------------- |
| 3e    | 30       | 16       | 4      | 10       | 36     | 57              | 48               |

### Topscorers
| #                 | Naam            | Goal |
| ----------------- | --------------- | ---- |
| 1.                | Mais Hanskamp   | 18   |
| 2.                | Sietze de Vries | 14   |
| 3.                | Harmen de Jong  | 11   |
| 4.                | Cees Houtveen   | 6    |
| 5.                | Jaap Vellekoop  | 4    |
| 6.                | Joop Kluin      | 2    |
| 7.                | Wim Bakker      | 1    |
| Onbekend doelpunt |                 |      |
| –                 | Onbekend        | 1    |
| Totaal            | Totaal          | 57   |

| #      | Naam        | Goal |
| ------ | ----------- | ---- |
| –      | Geen speler | 0    |
| Totaal | Totaal      | 0    |